# Tribunal de Waitangi
Le tribunal de Waitangi est un tribunal néo-zélandais chargé de dédommager les Maori pour leurs terres, dont ils ont été privées, par la fraude ou par la force, depuis 1840. Il a été créé par un acte du parlement en 1975, à une période où les protestations contre les griefs non résolus du Traité de Waitangi s'amplifiaient, pour fournir une procédure légale pour traiter les plaintes contre les violations du traité.
Le but du tribunal est d'établir la validité des griefs, et ensuite de transmettre au gouvernement des recommandations pour permettre la restitution de terres saisies en violation du traité, ou bien une compensation financière.
Environ la moitié des membres du tribunal sont Maori, et l'autre moitié sont donc Pakeha. Ceci reflète le partenariat entre Maori et Pakeha établi lors de la signature du Traité de Waitangi.